# استقرار النظام الشمسي

استقرار النظام الشمسي هو موضوع خاص بالكثير من التحقيق في علم الفلك. على الرغم من أن الكواكب كانت مستقرة عندما لوحظ ذلك تاريخيا، وسيكون في المدى القصير، ضعف تأثير الجاذبية بين واحد وآخر يمكن أن تضيف ما يصل بطرق غير متوقعة. لهذا السبب (ضمن العديد من الأسباب) أُنشئ النظام الشمسي ليكون فوضويا،  وحتى النماذج الأكثر دقة الطويلة الأجل للحركة المدارية من النظام الشمسي غير صالحة على مدى أكثر من بضعة عشرات الملايين من السنين.
النظام الشمسي مستقرا من الناحية الإنسانية، وأبعد من ذلك، بالنظر إلى أن أيا من الكواكب سوف تتصادم مع بعضها البعض أو يمكن إخراجها من هذا النظام في السنوات المليار القليلة المقبلة، وسوف يستقر مدار الأرض نسبيا.
منذ قانون نيوتن للجاذبية (1687)، بحث علماء الرياضيات والفلك (مثل لابلاس، لاغرانج، غاوس، بوانكاريه، كولموجوروف، فلاديمير ارنولد ويورغن موسر) عن دليل على استقرار حركات الكواكب، وأدى هذا المسعى إلى العديد من التطورات الرياضية، والعديد من ال«بروفات» المتتالية لاستقرار النظام الشمسي.

## النظرة العامة والتحديات

### الصدى (الرنين)
الصدى يحدث عندما تكون أي فترتين لديهما نسبة عددية بسيطة. الفترة الأساسية لجسم في النظام الشمسي هي فترته المدارية، والرنين المداري يعم النظام الشمسي. في عام 1867، عالم الفلك الأميركي دانيال كيركوود لاحظ أن الكويكبات في حزام الكويكبات ليست موزعة بشكل عشوائي. كانت هناك ثغرات واضحة في الحزام في المواقع التي تتوافق مع الأصداء مع كوكب المشتري. على سبيل المثال، لم يكن هناك صدى في الكويكبات 3: 1 - على مسافة 2.5 AU - أو في 2: صدى 1 في 3,3 أ.ي (أ.ي هو وحدة فلكية، أو أساسا المسافة من الشمس إلى الأرض).شكل آخر شائع للرنين في النظام الشمسي هو صدى المدار، حيث مدة الدوران (الوقت الذي يستغرقه الكوكب أو القمر ليدور مرة واحدة حول محوره) لديه علاقة عددية بسيطة مع فترتها المدارية. على سبيل المثال لدينا القمر الخاص بنا، والذي هو في 1: 1 يدور في مدار الرنين الذي يحافظ على الجانب الآخر من القمر بعيدا عن الأرض.

### إمكانية التنبؤ
مدارات الكواكب هي الفوضى على امتداد فترات زمنية أطول، مثل أن النظام الشمسي كله يمتلك الوقت يابونوف في نطاق 2-230٬000٬000 مليون سنة. في جميع الحالات، وهذا يعني في كل الحالات أن وضع الكوكب على طول مداره يجعل في نهاية المطاف من المستحيل التنبؤ بيقين (حتى، على سبيل المثال، توقيت الشتاء والصيف يصبح غير مؤكد)، ولكن في بعض الحالات قد تتغير المدارات نفسها بشكل كبير. مثل هذه الفوضى التي تظهر بشدة عن التغيرات في الانحراف، مع مدارات بعض الكواكب أصبحت بشكل ملحوظ أكثر أو أقل بيضاوية في الشكل. في الحساب، وتشمل الكويكبات المجهولة، اللحظة الرباعية الشمسية، فقدان كتلة من الشمس من خلال الإشعاع والرياح الشمسية، والسحب من الرياح الشمسية على مغنطيسية الكواكب، قوى المد والجزر المجرة، والتأثير الجزئي، والآثار الناشبة من مرور النجوم. وعلاوة على ذلك، فإن وصف معادلات الحركة والتي تعتبر عملية متسلسلة بطبيعتها، لذلك هناك القليل مما يمكن كسبه من استخدام أجهزة الكمبيوتر على نطاق واسع.

## السيناريوهات

### صدى كوكبي (نبتون وبلوتو)
النظام نبتون وبلوتو يكمن في 3: الرنين المداري 2. CJ كوهين وEC هو بارد في البحرية السطحية بمركز الصراع، اكتشف قسم الغرين هذا في عام 1965. وعلى الرغم من أن الرنين نفسه سيظل مستقرا على المدى القصير، فإنه يصبح من المستحيل التنبؤ بموقف بلوتو بأي درجة من الدقة، وعدم اليقين في موقف ينمو بعامل التبريد مع كل (يابونوف)، والتي لبلوتو هو 10-20 مليون سنة في المستقبل.
وهكذا، في الفترة الزمنية التي تمتد لمئات الملايين من السنين فتصبح المرحلة المدارية لبلوتو من المستحيل تحديدها، حتى إذا ظهر أن مدار بلوتو يمكن أن يكون مستقرا تماما لعشرة جداول زمنية MYR (ايتو وتانيكاوا2002، MNRAS).

### صدى القمر( جوفيان)
قمر المشتري أيو لديه فترة مدارية تفدر بحوالي 1.769 أيام، ما يقرب من نصف هذا من أوروبا الفضائية المقبل (3,551 أيام). وهم في 2: صدى 1 المدار / المدار. هذا صدى خاص له عواقب مهمة لأن الجاذبية لأُوروبا تشوش على مدار أيو. كما يقترب أيو من كوكب المشتري ثم أبعد في مسار المدار، إنه يواجه ضغوط المد والجزر الكبيرة مما أدى إلى البراكين النشطة. أوروبا هو أيضا في 2:1صدى مع الأقمار الصناعية القادمة(جانيميد).

### (رنين الزئبق بكوكب المشتري 1: 1 الحضيض الشمسي- المبادرة)
كوكب عطارد هوعرضة خاصة لتأثير كوكب المشتري بسبب المصادفة السماوية الصغيرة:حضيض عطارد الشمسي، النقطة حيث يقترب من الشمس، تحدث المبادرة بمعدل حوالي 1.5 درجة في كل 1000 سنة، والحضيض الشمسي للمشتري هو فقط أبطأ قليلا. عند نقطة واحدة، الاثنتين قد تقعا في التزامن، في أي وقت تكون أقطار جاذبية المشتري الثابتة بإمكانها أن تتراكم وتسحب الزئبق عن مسارها. هذا يمكن إخراجه من النظام الشمسي كليا أو إرساله على مسار تصادمي مع الزهرة، الشمس، أو الأرض مع 1-2٪ احتمالات، بعد 3-4 مليار سنة في المستقبل.

### الفوضى الناتجة من العمليات الجيولوجية
المثال الآخر هو الميل المحوري للأرض الذي يحدث، بسبب الاحتكاك المثار داخل غطاء الأرض من خلال تفاعلات المد والجزر مع القمر، التي ستقوم بالتقديم الفوضوي في مرحلة ما بين 1.5 و 4.5 مليار سنة من الآن.

## الدراسات

### التوقف الطويل
وكان مشروع التوقف الطويل (دراسة الجاذبية على المدى الطويل من الكواكب الخارجية) بالاتحاد الدولي عام 1982 والذي قاد إلى ديناميكية النظام الشمسي من قبل ارشي روي . أنه ينطوي على خلق نموذج على الحاسوب العملاق، ودمج مدارات (فقط) الكواكب الخارجية. وكشفت نتائجه عن عدة مبادلات غريبة الطاقة بين الكواكب الخارجية، ولكن لا توجد مؤشرات على عدم الاستقرار الإجمالي.

### أداة المبيان الرقمية
تضمن مشروع آخر بناء على أداة المبيان الرقمية التي كتبها جيري سوسمان ومجموعته من معهد (ماساتشوستس) للتكنولوجيا في عام 1988. المجموعة استخدمت كمبيوتر خارق لدمج مدارات الكواكب الخارجية على 845,000,000 سنوات (نحو 20 في المائة من عمر النظام الشمسي). في عام 1988، وجد سوسمان والعالم الملقب ب(الحكمة) البيانات باستخدام أداة المبيان التي كشفت عن أن مدار بلوتو يظهر علامات الفوضى، ويرجع ذلك في جزء منه إلى صدى غريب مع نبتون.
لو مدار بلوتو فوضوي، ثم من الناحية الفنية أن النظام الشمسي كله فوضوي، لأن كل جسم، حتى لو جسم بمثل صغر حجم بلوتو، يؤثر على الآخرين إلى حد ما من خلال تفاعلات الجاذبية.

### لاسكار#1
في عام 1989، نشر جاك لاسكار من مكتب خطوط الطول في باريس نتائج التكامل العددي له في النظام الشمسي لأكثر من 200 مليون سنة. ولم تكن هذه المعادلات الكاملة للحركة، وإنما بلغ متوسط المعادلات على غرار تلك التي تستخدمها لابلاس. وأظهر لاسكار عمل مدار الأرض (وكذلك مدارات جميع الكواكب الداخلية) أنه هو الفوضى وهذا خطأ صغير مثل الخطأ في 15 مترا في قياس وضعية الأرض اليوم سيجعل من المستحيل التنبؤ بالمكان الذي ستكون به الأرض في مدارها بعد أكثر من 100 مليون سنة.

### لاسكار وجاستينايو
استغرق جاك لاسكار وزميله ميكايل جاستينايو في عام 2009 نهجا أكثر دقة من خلال محاكاة مباشرة ل2500 من العقود القادمة الممكنة. كل من هذه الحالات (2500) لديها شروط ابتدائية مختلفة قليلا: موقف عطارد يختلف بحوالي 1 متر بين المحاكاة وأخرى في 20 حالة، الزئبق يدخل إلى مدار خطير وغالبا ما ينتهي بالاصطدام مع فينوس أو يدخل إلى الشمس. التحرك في مثل هذا المدار المشوه، جاذبية عطارد أكثر عرضة لزعزعة الكواكب الأخرى إلى خارج مساراتها : في حالة المحاكاة الواحدة اضطرابات عطارد ستجعل المريخ يتجه نحو الأرض. ني